# Dorfkirche Petzow

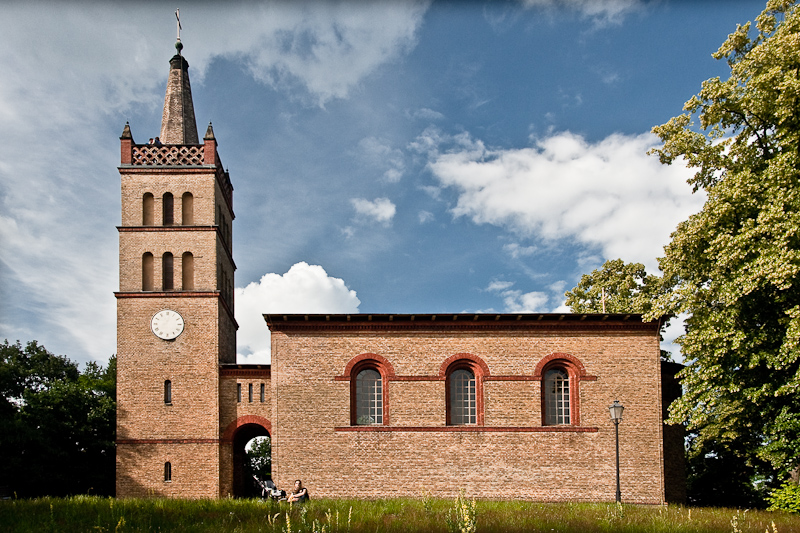
Dorfkirche Petzow

Die Dorfkirche Petzow ist ein neuromanischer ehemaliger Sakralbau, der in den Jahren 1841 und 1842 nach einem Entwurf von Karl Friedrich Schinkel errichtet wurde. Das Bauwerk steht in Petzow, einem Ortsteil der Stadt Werder (Havel) im Landkreis Potsdam-Mittelmark in Brandenburg. Die Gemeinde gehörte zur Evangelischen Christophorus-Kirchengemeinde Groß Kreutz des Evangelischen Kirchenkreises Mittelmark-Brandenburg der Evangelischen Kirche Berlin-Brandenburg-schlesische Oberlausitz.

## Lage
Das Bauwerk steht in exponierter Lage nördlich der Fercher Straße auf einer Anhöhe des Grellebergs. Von dort führt eine Sichtachse über die Zelterstraße in östlicher Richtung zum Schloss Petzow. Vom Kirchturm sind der Glindower See im Norden, die Havel im Norden sowie der Landschaftspark mit dem Haussee und der Schwielowsee im Südosten zu sehen. Eine Einfriedung besteht nicht.

## Geschichte
Schinkel entwarf die Pläne für das Bauwerk 1838, doch der Grundstein wurde auf Verfügung Friedrich Wilhelm IV. erst am 4. Oktober 1840 gelegt. Zuvor gab es Diskussionen über den Standort des Sakralbaus, der ursprünglich in der Nähe des zu dieser Zeit noch vorhandenen Vorgängerbaus entstehen sollte. Dieser stand schräg gegenüber dem Herrenhaus etwa an der Stelle, an der im 21. Jahrhundert die Ruine der Erbbegräbnisstätte derer von Kaehne liegt. Der Kirchturm des Vorgängerbaus war bereits zurückgebaut, als Statiker bei Ausschachtungsarbeiten für das neue Fundament feststellten, dass erst in neun bis zwölf Metern Tiefe ein tragfähiger Grund zu erwarten war. In Abstimmung mit Friedrich Wilhelm IV. suchte der Aufsicht führende Baurat Redtel einen alternativen Standort. Gleichzeitig erbrachte der Gutsbesitzer Kaehne gegenüber der Potsdamer Regierung den Nachweis, dass die Kirche mindestens für über 200 Gläubige Platz bieten musste. Diese hatte eine sparsamere Bauausführung angeregt, während der König auf einer konsequenten Umsetzung des Schinkel-Entwurfs bestand. Schließlich konnte der Bauconducteur Emil Prüfer das Bauwerk in den Jahren 1841 und 1842 errichten. Dabei schlämmten Maurer die Handstrichziegel, um die natürlichen Unebenheiten des Baustoffs auszugleichen. Anschließend wurden die Fugen eingefärbt. Die Kirchweihe fand am Sonntag, 31. Oktober 1842, um 11.00 Uhr statt. Schinkel, der schwer erkrankt war, konnte sie nicht mehr miterleben und starb am 9. Oktober 1841.
Nach dem Ende des Zweiten Weltkriegs wurde das Bauwerk durch Vandalismus schwer in Mitleidenschaft gezogen. Der vergleichsweise abgelegene Standort auf dem Grelleberg förderte den Verfall, wie auch ein Blitzeinschlag in den Turm im Jahr 1956. 1983 beschloss der Rat der Stadt auf Initiative des Wohnbezirksausschusses eine Sanierung. Unter der Leitung des ehrenamtlichen Bauleiters Hanicke begannen Handwerker damit, die Aussichtsplattform zu sanieren. In den Jahren 1984 bis 1994 wurde das Bauwerk restauriert. In dieser Zeit wurde es 1988 entwidmet und für 99 Jahre an das Landratsamt verpachtet. Am 30. Oktober 1994, 152 Jahre nach der Einweihung, wurde es wieder der Öffentlichkeit übergeben. Es dient seitdem dem Landkreis als Veranstaltungsort für Konzerte, Ausstellungen sowie als Standesamt.

## Baubeschreibung

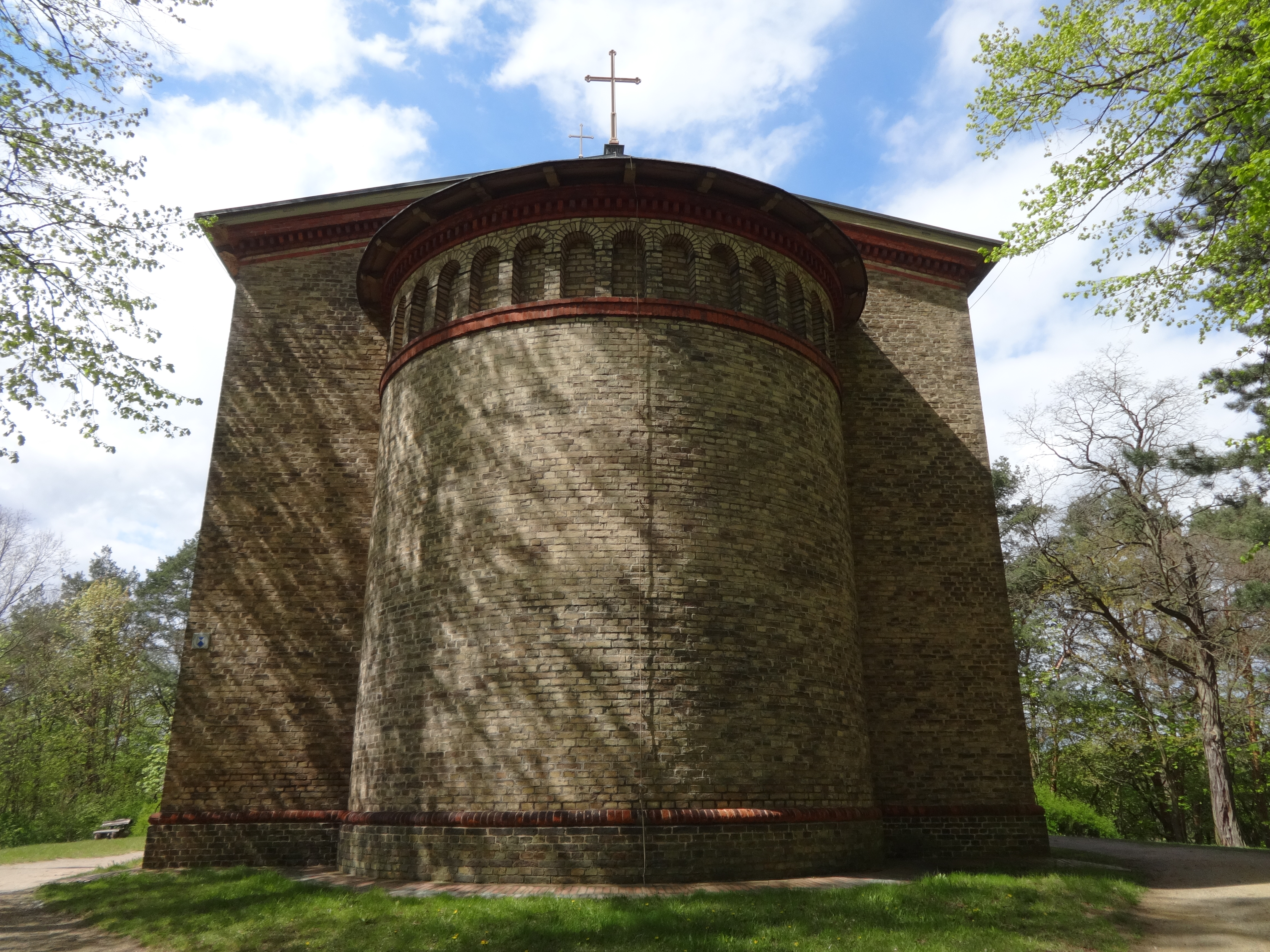
Apsis

Das Bauwerk wurde im Wesentlichen aus Handstrichziegeln errichtet, die in der Region hergestellt wurden. Der Sockel besteht umlaufend aus hartgebrannten, grünlichen Ziegeln. Sie stammen aus Kaehneschen Ziegeleien in Glindow und Petzow. Oberhalb des Sockels befindet sich ein um das gesamte Bauwerk laufendes Gesims aus rötlichen Mauersteinen, die in Rathenow gebrannt wurden. Die großen Wandflächen wurden aus gelblichen Ziegelsteinen errichtet. Dieses Farbenspiel kam auch in der eingezogenen, halbrunden und fensterlosen Apsis zum Einsatz. Unterhalb der Dachtraufe ist ein umlaufendes Band aus segmentförmigen Blenden, das mit einem weiteren Gesims aus rötlichen Mauersteinen vom übrigen Bauwerk abgesetzt ist.
Das Kirchenschiff hat einen rechteckigen Grundriss und ist schlicht gegliedert: Neben dem bereits erwähnten Sockel mit Gesims sind an der Nord- und Südseite je drei gleich große Rundbogenfenster, deren Laibung mit rötlichem Mauerstein eingefasst ist. Die Fenster sind in Höhe der Fensterbank sowie des Kämpfers durch weitere rötliche Mauersteine in der Horizontalen miteinander verbunden.
Der Westturm ist durch eine an zwei Seiten offene Bogenhalle mit dem übrigen Baukörper verbunden. Er ist eingezogen und hat einen quadratischen Grundriss. Die Verbindungslinie der Fensterbänke am Kirchenschiff findet sich als gestalterisches Element am Turm wieder und trennt das untere vom mittleren Geschoss. Darüber ist an jeder Seite ein Ziffernblatt, gefolgt vom Turmobergeschoss, das aus zwei identisch gestalteten Elementen im italienischen Stil besteht. Je ein Gesims trennt zwei rundbogenförmige Blenden, die eine Klangarkade einfassen. Darüber ist eine Aussichtsplattform, an die sich ein oktogonaler Helm anschließt. Er schließt mit einer Turmkugel und einem Kreuz ab. Theodor Fontane rühmte den Ausblick von der Plattform mit den Worten: „Das Ganze ein Landschaftsbild im großen Stil, nicht von relativer Schönheit, sondern absolut“.

## Ausstattung

### Altar, Kanzel und Fünte

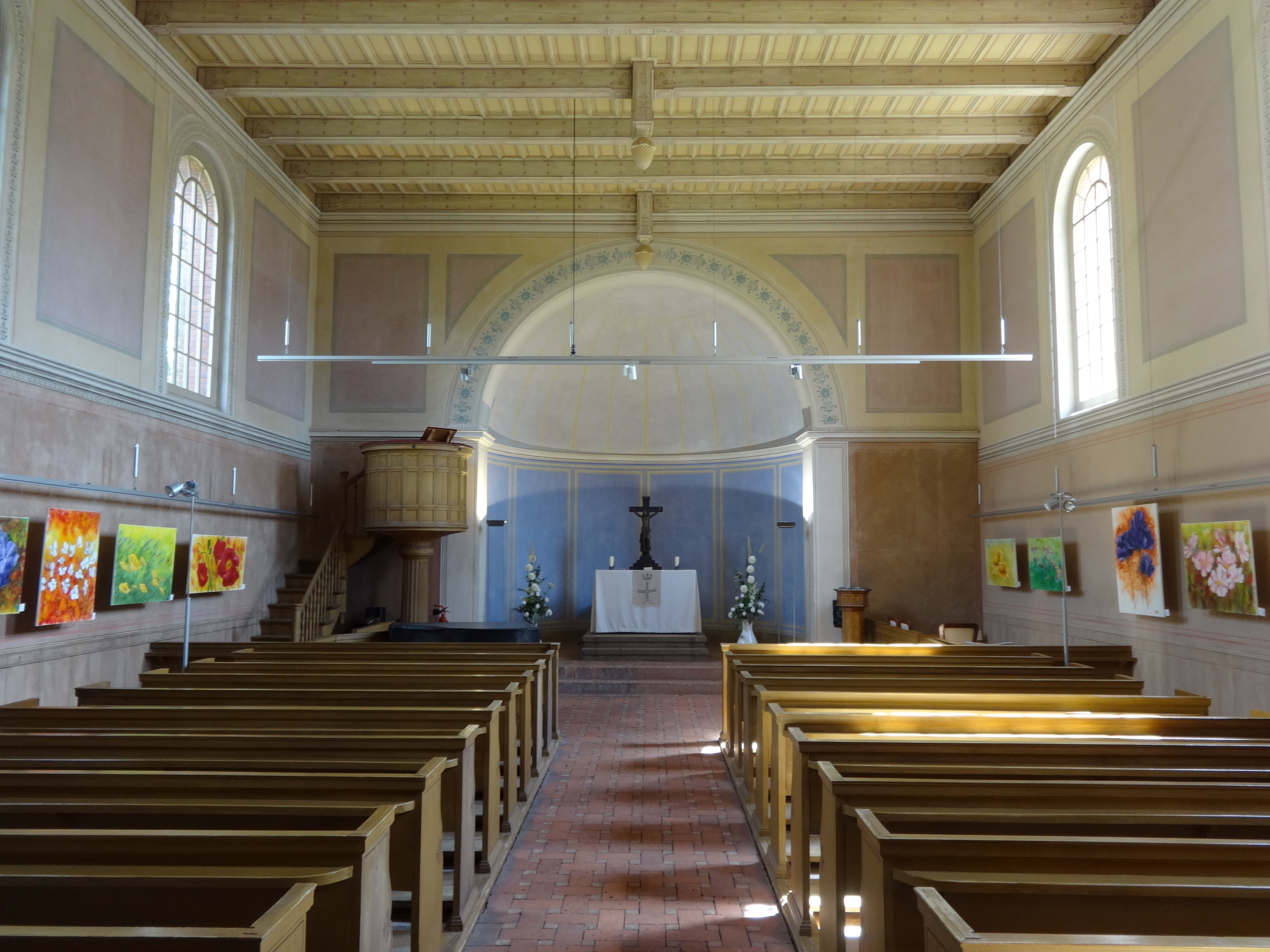
Blick ins Kirchenschiff Richtung Osten

Der schlichte und hölzerne Altar mit einem Kruzifix aus Gusseisen steht in der Apsisnische auf einem erhöhten Podest. Er geht, wie auch die runde, auf einer kannelierten Säule stehende Kanzel und die oktogonale Fünte aus Eichenholz, auf einen Entwurf Schinkels zurück. Der klassizistisch gestaltete Innenraum wird im Dehio-Handbuch als „von großer Wirkung“ mit einer „delikat abgestufte(n) Polychromierung“ beschrieben. Dazu gehören eine flache Holzbalkendecke, an der Pinienzapfen herabhängen, sowie eine Marmor-Imitation farbiger Inkrustationen, die von Gesimsen und Rankenfriesen verziert wurden. Die Innenwände des Kirchenschiffs sind in Pastelltönen gehalten, die eine Dreiteilung der Wandflächen erzeugen. Im unteren Bereich ist der Sockel in einem erdfarbenen Ton gehalten. Darüber findet sich ein Bereich mit einem gelblichen Anstrich, der zwischen den Fenstern angeordnet wurde. In ihn wurden grünlich gerahmte, altrosafarbene Rechtecke eingefasst. Diese Gestaltung wurde auch an der östlichen Wand des Kirchenschiffs vorgenommen. Davon setzt sich die im unteren Bereich mit bläulichen Kassetten ausgemalte Apsisnische deutlich ab. Der obere Bereich ist durch radial angeordnete, gelbliche Linien gegliedert. Der runde Triumphbogen ist mit floralen Elementen verziert.

### Orgel

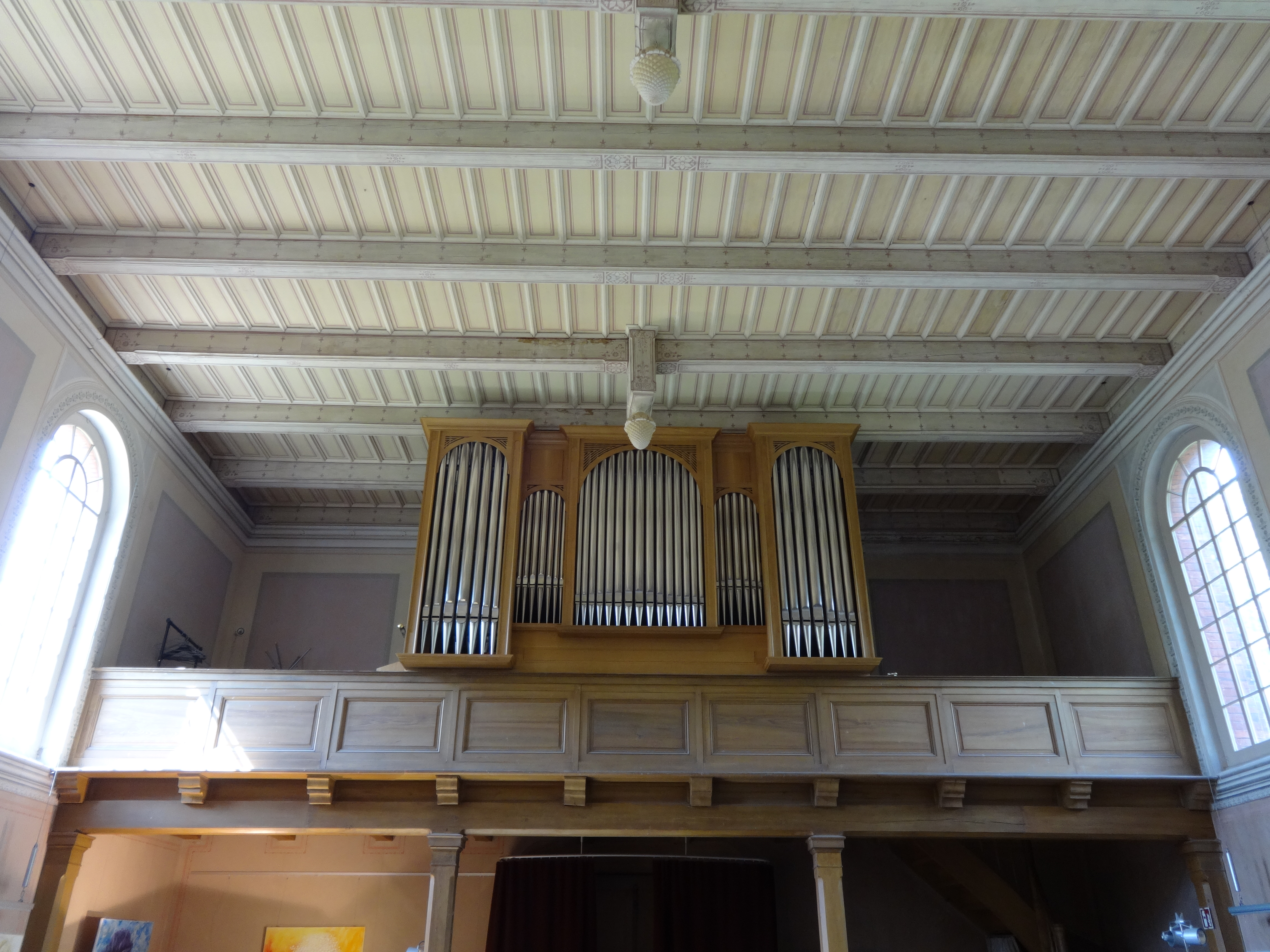
Voigt-Orgel

Auf der westlichen Empore steht eine Orgel. Sie wurde 2011 von der Mitteldeutschen Orgelbau A.Voigt unter anderem aus Spendengeldern errichtet und verfügt über zwölf Register, verteilt auf zwei Manuale und Pedal. Die Disposition lautet wie folgt:
| I Manual |                  |       |
| 1.       | Principal        | 8′    |
| 2.       | Holzflöte        | 8′    |
| 3.       | Oktave           | 4′    |
| 4.       | Flute harmonique | 4′    |
| 5.       | Oktave           | 2′    |
| 6.       | Quinte           | 1 ⁄3′ |

| II Manual |            |    |
| 7.        | Gedackt    | 8′ |
| 8.        | Salicional | 8′ |
| 9.        | Hohlflöte  | 4′ |
| 10.       | Piccolo    | 2′ |

| Pedal |              |     |
| 11.   | Subbaß       | 16′ |
| 12.   | Gedecktflöte | 8′  |

- Koppeln: II/I, I/P, II/P

### Glocke
Die Glocke wurde 1878 in der Glockengießerei in Apolda hergestellt. Sie trägt einen umlaufenden Fries sowie die Hymne „Ehre sei Gott in der Höhe“ (Lk 2,14 ). Damit wird an die Geschichte von der Geburt Jesu aus dem Evangelium nach Lukas erinnert. Engel preisen Gott, nachdem sie die Nachricht vom Messiaskind erhalten haben.